# Vertrag von Wilna
Der Vertrag von Wilna (auch Vertrag von Niemież) war ein Waffenstillstandsabkommen vom 3. November 1656 zwischen Polen-Litauen und dem Russischen Zarenreich, das den Russisch-Polnischen Krieg 1654–1667 auf zwei Jahre aussetzte.

## Geschichte
Nach einer Serie von Erfolgen der russischen Armee und einer noch erfolgreicheren schwedischen Invasion in Polen-Litauen, entschied der russische Zar, dass die totale Niederlage Polen-Litauens und ein schwedischer Sieg zu einem weiteren Erstarken Schwedens führen würde, und damit zu einer Gefahr für Russland werden würde. Dies war nicht im Interesse Russlands. 
1656 kam es in Wilna zu Verhandlungen zwischen dem Zarentum Russland und Polen-Litauen über das Kosaken-Hetmanat. Auf polnischer Seite verhandelte Wincenty Korwin Gosiewski, auf russischer Seite Afanasy Ordin-Nashchokin. Die Vertreter des Kosaken-Hetmanats wurden von Moskau zu diesen Verhandlungen nicht zugelassen. Versuche des Hetmans, sich von diesem Vertrag loszusagen, waren vergeblich.
Das Abkommen wurde in Niemież (lit. Nemėžis) in der Nähe von Vilnius geschlossen. Die territorialen Ansprüche des Zaren Alexei (auf Smolensk, Sewerien, und vor allem die Ukraine) wurden nicht erfüllt, doch vor dem Hintergrund schwedischer Erfolge in Polen und des Russisch-Schwedischen Krieges 1656–1658 ging Russland ein kurzlebiges Bündnis mit Polen gegen Schweden ein, indem es Teile seiner Streitkräfte gegen Schwedisch-Livland lenkte (vgl. Belagerung von Riga). Zudem versprach die polnische Seite dem Zaren eine mögliche Wahl zum polnischen König zu unterstützen. Der Vertrag erlaubte es Polen-Litauen sich auf die Abwehr der schwedischen Invasion zu konzentrieren. 
Nach dem Tod von Bohdan Chmelnyzkyj im Jahr 1657 wollte Polen den entflammten Machtkampf in der Kosakenelite nutzen, um einen eigenen Mann im Hetmanat an die Macht und den beinah schon verlorenen Krieg doch noch zu gewinnen. Mit Iwan Wyhowskyj schloss Polen den Vertrag von Hadjatsch, in dem es den Kosaken ein autonomes ruthenisches Fürstentum versprach. Die Feindseligkeiten zwischen Polen und Russland setzten sich 1658 fort, nachdem Russland eine Armee gegen Wyhowskyj entsandte und die Verhandlungen mit ihm scheiterten.